# Jacques de Liebenstein
Jacques de Liebenstein ou Jakob von Liebenstein (1462 -  Mayence, 15 septembre 1508), doyen de l'église métropolitaine de Mayence, est archevêque et prince-électeur de Mayence de 1504 à 1508.

## Biographie
Fils de Pierre de Liebenstein ou de Lewenstein, en Souabe, et d'Agathe de Kaltenthal, n'est pas chevalier de naissance. Il embrasse une carrière ecclésiastique et est nommé archevêque de Mayence en 1504 auprès du chapitre (capitulum) de Mayence. Durant son règne, certaines extensions territoriales sont opérées dans le diocèse de Mayence. Comme ses prédécesseurs, il s'engage pour la portée de la réforme, et notamment pour la couverture financière de Reichskammergericht et la portée du registre de l'impôt. Il ordonne l'expulsion de tous les Juifs résidant dans la région épiscopale  le 3 juin 1507 dont la communauté de la ville Mayence a disparu dès 1470.
Jacques de Liebenstein meurt le 15 septembre 1508 à Mayence et est inhumé dans la cathédrale Saint-Martin de Mayence.